# Teatre Dramàtic de Valmiera
El Teatre Dramàtic de Valmiera (en letó: Valmieras Drāmas teātris) és un teatre professional de Letònia fundat el 1923. Està situat a la ciutat de Valmiera i consta de tres sales Lielā zāle, Apaļā zāle i Mazā zāle amb un total de 643 localitats per a espectadors. Les actuacions es realitzen en llengua letó. Des de 1999, el teatre organitza el Festival Rūdolfs Blaumanis.